# Claude Colas
Pour les articles homonymes, voir Colas.
Claude François Colas, né le 7 mars 1829 à Jouvençon et mort le 22 février 1903 à Constantine, est un homme politique français.

## Biographie
Il fut élu, le 17 février 1871, représentant de Constantine à l'Assemblée nationale. Il prit place à l'Union républicaine et vota contre la paix, contre les prières publiques, contre l'abrogation des lois d'exil, pour le retour de l'Assemblée à Paris, pour la dissolution, contre la démission de Thiers au 24 mai, contre le septennat, contre la loi des maires, et contre le ministère de Broglie, etc. Colas donna sa démission en 1875, avant la fin de la législature.